# 3125 (szám)
A 3125 (római számmal: MMMCXXV) egy természetes szám, az 5 ötödik hatványa (tehát 5↑↑2, lásd tetráció).

## A szám a matematikában
A tízes számrendszerbeli 3125-ös a kettes számrendszerben 110000110101, a nyolcas számrendszerben 6065, a tizenhatos számrendszerben C35 alakban írható fel.
A 3125 páratlan szám, összetett szám, prímhatvány. Kanonikus alakban az 55 hatvánnyal, normálalakban a 3,125 · 103 szorzattal írható fel. Hat osztója van a természetes számok halmazán, ezek növekvő sorrendben: 1, 5, 25, 125, 625 és 3125.
Negyvenhat szám valódiosztó-összegeként áll elő, közülük a legkisebb a 9363.